# Змиегущери
Змиегущерите (Ophisaurus) са род гущери от семейство Слепоци (Anguidae), достигащи дължина 1,20 m. Повечето видове нямат крака и външно наподобяват змии. Различават се от тях по формата на главата, подвижните клепачи и външните ушни отвори. Някои видове имат много малки остатъчни задни крайници.
В България се среща един вид - змиегущер (Ophisaurus apodus).

## Видове
- Ophisaurus apodus – Змиегущер
- Ophisaurus attenuatus
- Ophisaurus buettikoferi
- Ophisaurus ceroni
- Ophisaurus compressus
- Ophisaurus formosensis
- Ophisaurus gracilis
- Ophisaurus hainanensis
- Ophisaurus harti
- Ophisaurus incomptus
- Ophisaurus koellikeri
- Ophisaurus mimicus
- Ophisaurus sokolovi
- Ophisaurus ventralis
- Ophisaurus wegneri